# Voinești (Dâmbovița)
Voinești é uma comuna romena localizada no distrito de Dâmbovița, na região de Muntênia. A comuna possui uma área de 81.03 km² e sua população era de 6105 habitantes segundo o censo de 2007.